# Cruzeiro Futebol Clube (Distrito Federal)
O Cruzeiro Futebol Clube é um clube de futebol brasileiro, sediado em Cruzeiro, no Distrito Federal. O clube foi fundado em 10 de maio de 2000.

## História

### Antecedentes
Cruzeiro tem um grande histórico no futebol do Distrito Federal. A primeira equipe de relevância de Cruzeiro foi a Associação Esportiva Cruzeiro do Sul, que foi o campeão do Campeonato Brasiliense de 1963.
Na década de 1970 surge o Flamengo Esporte Clube, que muda de nome em 1976 para Cruzeiro Esporte Clube. No mesmo ano, disputa o Campeonato Brasiliense de 1976. Porém a mais conhecida equipe de Cruzeiro é o ARUC, estava licenciado e retornou em 2020.

### Cruzeiro
O Cruzeiro Futebol Clube foi fundado em 10 de maio de 2000 e teve sua primeira participação em competições oficiais na Divisão de Acesso de 2004.
Foi promovido pela primeira vez para disputar o Campeonato Brasiliense de Futebol após se sagrar vice-campeão da 2ª divisão do campeonato distrital.

## Estádio Francisco Pires
O Estádio Francisco Pires, mais conhecido como Ninho do Carcará, é um estádio pequeno, com capacidade para 1.500 torcedores. Fica localizado ao lado da Feira Permanente de Cruzeiro. É de propriedade da Administração Regional de Cruzeiro.

## Rivalidades

### ARUC x Cruzeiro
ARUC e Cruzeiro são duas equipes da região administrativa de Cruzeiro. Antes da desfiliação do ARUC em 2005, as equipes haviam se enfrentado duas vezes pela Segunda Divisão do Campeonato Brasiliense.[carece de fontes?]
Após o retorno, se enfrentaram pela primeira vez durante a Segunda Divisão de 2020.

## Símbolos
Seu nome não se trata de uma homenagem ao Cruzeiro Esporte Clube, tão pouco o clube possui relações com o famoso clube de Belo Horizonte. Seu nome se dá pelo fato de se localizar na região administrativa de Cruzeiro.
Seu uniforme tem as cores azul e branco. Seu mascote é um Carcará, seu primeiro escudo foi criado baseado na bandeira de Cruzeiro e hoje tem o carcará estampado em seu meio.

## Estatísticas

### Participações
|  | Participações em 2020 |

| Competição                | Competição             | Temporadas | Melhor campanha     | Estreia | Última | P | R |
| Distrito Federal (Brasil) | Campeonato Brasiliense | 2          | 9º colocado (2015)  | 2015    | 2016   |   | 3 |
| Distrito Federal (Brasil) | 2ª Divisão             | 15         | Vice-campeão (2014) | 2004    | 2020   | 1 | – |